# 小口雅之
小口 雅之（こぐち まさゆき、男性、1977年8月27日 - ）は、日本のプロボクサー。栃木県上三川町出身。草加有沢ボクシングジム所属。

## 来歴
作新学院高校1年時にボクシングを始める。2000年10月11日、横浜アリーナでWBA世界ライト級タイトルマッチ（畑山隆則 vs 坂本博之）のアンダーとして行われたプロデビュー戦に初回KO勝利を収めた。2002年には新人王トーナメントにエントリーし、スーパーフェザー級で3勝を収めたが、9月27日に行われた東日本準決勝で熊野和義（宮田）に4R判定で敗れた。
2005年12月13日、ジムの先輩コウジ有沢の引退興行のセミファイナルで密かに引退を決意して、柴田大地（ファイティング原田）と対戦。最後にフサフサの状態で写真に残ればと、かつらを被って試合に臨んだところ、試合中にかつらが浮き上がり会場は騒然。浮き上がる回数が増えたため、3R終了後のインターバルにセコンドがかつらを取り試合を続行、7RTKO勝ちを収めた。
ルールで上半身にグローブ以外の着用が許されないため試合後厳重注意を受け、またその様子がワイドショーで取り上げられたことによって、ボクサーであることを内緒にしていた勤務先にばれクビになった。しかし、有名になった後はスポンサー企業の育毛剤使用により髪が増えた上、小口のもとにバラエティ、ドラマ、CMなど出演の話が続々訪れ、またタレントらとの交流も深まっている。
2006年4月24日、柴田大地と再戦。「かつらのせいで試合に集中できなかった」という柴田の抗議で実現。黒バラの企画でカブトムシさいとうがデザインしたかつらを被って入場。リング上でかつらを客席に投げるも黒バラスタッフが回収。試合は5R負傷判定勝ちを収めた。
2006年9月5日、塩野翼（角海老宝石）と対戦。機内で偶然隣になった笑福亭鶴瓶からのアドバイスでアフロのかつらを被って入場し、8R3-0の判定勝ちを収めた。
2006年12月6日、日下研也（セレス）と対戦。前日計量で後頭部に星とラインの刈り込みを披露。亀梨和也風のかつらを被って入場し、8R3-0の判定勝ちを収めた。試合後、9月から交際中で初観戦に訪れた彼女からキスの祝福を受けた。
2007年3月31日、松本良一（KTT）と対戦。高橋ジョージからのアドバイスでリーゼントのかつらを被って入場し、8R3-0の判定勝ちを収めた。
2007年7月4日、吉川守人（京浜川崎）と対戦。前日計量で後頭部に星と三日月の刈り込みを披露。美輪明宏からの助言を元に蛍光色のロングヘアのかつらを被って入場し、3RTKO勝ちを収めた。10月には日本スーパーフェザー級12位にランクされた。
2007年12月3日、遠藤智也（ドリーム）と対戦。前日計量で後頭部にクリスマスツリーの刈り込みを披露。レゲエ風のかつらを被って入場し、5R終了TKO勝ちを収めた。
2008年3月4日、宇賀神大輔（輪島功一スポーツ）と対戦。再び亀梨和也風のかつらを被り、シスターのコスプレをした彼女と共に入場。8R3-0の判定勝ちを収めた。
2008年7月9日、鎌田剛幸（花形）と対戦。ペ・ヨンジュン風のかつらを被って入場し、8R3-0の判定勝ちを収め、2004年9月13日から1引き分けを挟んで11連勝となった。その後日本スーパーフェザー級2位、OPBF同級9位までランクを上げた。
2008年12月2日、木村勇大（石川）と対戦。上地雄輔に依頼したかつらと衣装で入場するも、8R0-3の判定負けで連勝は11でストップ。その後彼女にプロポーズするも断られ破局。勤めていた会社も解雇され職を失った。
2009年4月6日、片山博司（アポロ）と対戦。氷川きよし風のかつらを被って入場し、4RTKO勝ちを収めて再起を果たした。
2009年7月9日、工藤貢（ファイティング原田）と対戦。加藤浩次風のかつらを被って入場し、7RTKO勝ち。プロ10年目で初の日本タイトル挑戦が決定した。
2009年10月10日、東京・国立代々木競技場第二体育館で行われたダブル世界戦（西岡 vs エルナンデス、リナレス vs サルガド）の前座で、三浦隆司（横浜光）の持つ日本スーパーフェザー級王座に同級5位として挑戦。ちょんまげのかつらを被って入場。1Rと2Rにダウンを奪われながらも心身のスタミナで耐え抜き、王者の混乱を招く場面もあったが、10R0-3の大差判定負けを喫して王座獲得はならなかった。
2010年6月5日、金子大樹（横浜光）とのライト級8回戦ではイ・ビョンホンを意識したかつら（イ・ビョンホン自身もかつらである）で入場したが、0-3の判定負けを喫して自身初の2連敗となった。
2011年4月25日、小沢剛（18鴻巣）と対戦。丸刈り風のかつらを被って入場するも8R引き分け。1年半前から交際中の彼女の前で勝利することはできなかった。
現在、草加市で土木工事会社に勤務、妻と一女がいる。

## 出演

### テレビ
- 中井正広のブラックバラエティ（2006年4月16日、5月28日、日本テレビ）
- サンデージャポン（2006年、TBS）
- ラジかるッ（2007年6月15日、日本テレビ）
- 踊る!さんま御殿!!（2007年12月18日、日本テレビ）
- NNN Newsリアルタイム（2008年、日本テレビ）
- スッキリ!!（2008年12月5日、2009年4月24日、5月8日、7月10日、12月18日、日本テレビ）
- 大追跡!あのニュースの続き（2010年12月26日、フジテレビ）
- 激レアさんを連れてきた(2021年10月4日、テレビ朝日)

### ドラマ
- ヅラ刑事 頭上最大の決戦（2007年10月14日、フジテレビ）- ヅラボクサー 役

### ミュージックビデオ
- ユリオカ超特Q 「HAGE=RAP～ハゲ革命☆始まりの合図～」（2006年）

### CM
- モマーニ（オリエンタルハーバル、2007年）